# Rainer Küschall
Rainer Küschall (Flims, 17 april 1947) is een paralympische tafeltenniser, atleet, autocoureur en ontwerper uit Zwitserland.
Küschall liep in 1963 op zijn zestiende door een ongeluk tijdens het zwemmen een dwarslaesie op ter hoogte van C5-C6 (nekwervels). Doordat in die tijd iemand met zo'n hoge dwarslaesie eigenlijk niet te behandelen was, ging hij na de ziekenhuisopname aan een bed gekluisterd naar een verpleeghuis, omdat artsen niet verwachtten dat iemand met zo'n hoge uitval nog lang had te leven.
Na twee jaar op bed te hebben gelegen komt Küschall in aanraking met een arts uit een revalidatiekliniek in het Engelse Stoke Mandeville. Die arts heeft op dat moment een geheel andere kijk op de situatie van Küschall en zet hem in een rolstoel, waarna een zware revalidatie volgt. Het is ook in Engeland dat Küschall in aanraking komt met sporten die geschikt zijn voor mensen in een rolstoel.

## Maatschappelijke carrière
Na vele jaren van revalidatie en sporten begint Küschall in 1976 aan zijn eerste baan als verkoper. Een baan die hij maar een jaar zal volhouden.
Thuis begint Küschall met het observeren van een oude rolstoel en begint uiteindelijk met behulp van een zwartwerker die rolstoel aan te passen. En met succes. Na het aanpassen van de rughoek en het korter maken van de wielbasis wordt de oude rolstoel een stuk wendbaarder. Küschall leent na deze ontdekking wat geld en begint vanuit huis rolstoelen te bouwen. Zijn eerste klanten zijn oude bekenden. In 1978 start hij dan echt op professioneel niveau met zijn eigen bedrijf in het ontwerpen en fabriceren van handbewogen rolstoelen voor dagelijks gebruik.
In 1985 ontwerpt hij een rolstoel die revolutionair blijkt te zijn, en al snel navolging krijgt van andere fabrikanten. Na het ontwerp van een ander model in 1986 gaat het echt hard met zijn bedrijf en moet er uitbreiding komen. Hij leent wat geld van de bank en laat een fabriek bouwen, die heel Zwitserland versteld doet staan, niet vanwege wat er wordt geproduceerd in de fabriek, maar vanwege het excentrieke ontwerp van de fabriek. Na jarenlang hard werken gaat het echter in 1995 mis en krijgt Küschall te maken met een ernstige infectie, waardoor hij in coma raakt. Nadat hij weer uit zijn coma ontwaakt, verwacht niemand dat hij nog lang zal leven en Küschall verkoopt zijn bedrijf aan een grote internationale rolstoelfabrikant. Wat niemand verwacht, gebeurt: Küschall knapt weer op, maar is geen eigenaar meer, alleen nog ontwerper van een bedrijf dat ooit van hem was.

## Sportcarrière
Al tijdens zijn revalidatie begint Küschall met tafeltennissen en in 1968 doet hij voor het eerst mee aan de Paralympische Zomerspelen. Naast het tafeltennissen gaat Küschall vanaf de jaren zeventig ook deelnemen aan het wheelen en niet zonder succes. Hij behaalt vele medailles op grote toernooien, waaronder eenentwintig Paralympische medailles, waarvan zeven voor tafeltennis en veertien voor wheelen. Na het beëindigen van zijn sportcarrière als topsporter en na het verkopen van zijn bedrijf blijft de spanning van de snelheid lonken en in 2002 begint Küschall met autoracen.

### Prestaties

#### Paralympische Spelen
| Evenement                        | Sport  | Resultaat         | Onderdeel |
| -------------------------------- | ------ | ----------------- | --------- |
| Tel Aviv 1968                    |        |                   |           |
| Tafeltennis                      | brons  | Dubbel            |           |
| Tafeltennis                      | brons  | Enkelspel         |           |
| Heidelberg 1972                  |        |                   |           |
| Tafeltennis                      | goud   | Dubbel            |           |
| Tafeltennis                      | goud   | Dubbel (team)     |           |
| Tafeltennis                      | brons  | Enkelspel         |           |
| Toronto 1976                     |        |                   |           |
| Tafeltennis                      | goud   | Dubbel (team)     |           |
| Tafeltennis                      | zilver | Enkelspel         |           |
| New York & Stoke Mandeville 1984 |        |                   |           |
| Wheelen                          | goud   | 200 m             |           |
| Wheelen                          | goud   | 400 m             |           |
| Wheelen                          | zilver | 100 m             |           |
| Wheelen                          | zilver | Estafette 4x100 m |           |
| Wheelen                          | brons  | 800 m             |           |
| Seoel 1988                       |        |                   |           |
| Wheelen                          | zilver | Estafette 4x200 m |           |
| Wheelen                          | zilver | Marathon          |           |
| Wheelen                          | brons  | 100 m             |           |
| Barcelona 1992                   |        |                   |           |
| Wheelen                          | zilver | 1500 m            |           |
| Wheelen                          | zilver | 4x400 m estafette |           |
| Wheelen                          | zilver | 5000 m            |           |
| Wheelen                          | zilver | 800 m             |           |
| Wheelen                          | zilver | Maraton           |           |
| Wheelen                          | brons  | 400 m             |           |

#### Wereldkampioenschappen
| Evenement             | Sport  | Resultaat | Onderdeel |
| --------------------- | ------ | --------- | --------- |
| Stoke Mandeville 1974 |        |           |           |
| Wheelen               | brons  | ?         |           |
| Wheelen               | brons  | Slalom    |           |
| Tafeltennis           | brons  | Enkelspel |           |
| Stoke Mandeville 1979 |        |           |           |
| Tafeltennis           | zilver | Enkelspel |           |
| Wheelen               | brons  | Slalom    |           |
| Stoke Mandeville 1981 |        |           |           |
| Wheelen               | goud   | 200 m     |           |
| Wheelen               | zilver | 100 m     |           |
| Stoke Mandeville 1983 |        |           |           |
| Wheelen               | goud   | 100 m     |           |
| Wheelen               | zilver | 200 m     |           |
| Wheelen               | zilver | slalom    |           |
| Wheelen               | brons  | 400 m     |           |
| Stoke Mandeville 1985 |        |           |           |
| Wheelen               | goud   | 100 m     |           |
| Wheelen               | goud   | 200 m     |           |
| Wheelen               | goud   | 400 m     |           |
| Wheelen               | zilver | 800 m     |           |
| Göteborg 1986         |        |           |           |
| Wheelen               | zilver | 200 m     |           |
| Wheelen               | brons  | 100 m     |           |
| Wheelen               | brons  | 400 m     |           |
| Wheelen               | brons  | 800 m     |           |
| Assen 1990            |        |           |           |
| Wheelen               | zilver | 800 m     |           |
| Wheelen               | zilver | Maraton   |           |
| Wheelen               | brons  | 400 m     |           |

#### Europese kampioenschappen
| Evenement       | Sport       | Resultaat | Onderdeel |
| --------------- | ----------- | --------- | --------- |
| Ingolstadt 1983 | Tafeltennis | brons     | Dubbel    |